# ديف سيم
ديف سيم هو رسام كارتون كندي، ولد في 17 مايو 1956 في هاميلتون في كندا.

## وصلات خارجية
- الموقع الرسمي
- ديف سيم على موقع IMDb (الإنجليزية)
- ديف سيم على موقع إن إن دي بي (الإنجليزية)
- ديف سيم على موقع قاعدة بيانات الفيلم (الإنجليزية)